# NIME-glad
NIME-glad（ナイム・グラッド）とは、大学等がインターネットで配信している教育用コンテンツを総合的に検索できるポータルサイトのこと。

## 概要
メディア教育開発センター（NIME）で開発された。学習者の能力開発のためのeラーニングコース、OCW、公開講座、大学のシラバス情報などのコンテンツを横断的に検索して学習に利用できる。複数のサイトをリアルタイムに横断検索するFederated Searchを行う。
検索方法としては、LOM検索（NIME-gladに登録されたLOM（ラーニング・オブジェクト・メタデータ）の全文検索）、ビデオ検索（ビデオをナレーションで全文検索する）、JOCW検索（日本でOCW（オープンコースウェア）を公開している大学のOCWコンテンツの全文検索）などが用意されており、その他、学習や専門分野、遠隔教育、FD(Faculty Development)/ID(Instructional Design)などのカテゴリから検索することもできる。